# Carapus mourlani
Carapus mourlani är en fiskart som först beskrevs av Petit, 1934.  Carapus mourlani ingår i släktet Carapus och familjen nålfiskar. Inga underarter finns listade.